# Björn Skifs
Björn Nils Olof Skifs (Vansbro, Dalarna megye, 1947. április 20. –) svéd énekes, dalszerző, színész, forgatókönyvíró.

## Pályafutása
1963-ban alapította első zenekarát a Slam Creepers'-t, mely 1969-ben oszlott fel. 1972-ben hozta létre a Blåblus-t, amiből 1976-ban kivált, hogy szolókarrierbe kezdjen. 1975-ben Anni-Frid Lyngstaddal közösen rögzített egy duettet (Med varann) a Schiffz c. albumához. Szerepelt a Sakk c. musical stúdióalbumán.
Kétszer indult az Eurovíziós Dalfesztiválon: 1978-ban tizennegyedik, 1981-ben tizedik helyezést ért el. Érdekesség, hogy mindkét alkalommal utolsóként állhatott színpadra.

## Diszkográfia

### Nagylemezek
- 1969 - From both sides now
- 1970 - Every bit of my life
- 1971 - Opopoppa
- 1972 - Blåblus
- 1973 - Pinewood rally
- 1974 - Out of the blue
- 1975 - Schiffz
- 1977 - Watch out!
- 1979 - Split vision
- 1980 - Zkiffz
- 1981 - SPÖK!
- 1981 - Björns ballader
- 1983 - If...Then...
- 1984 - Paris - Dakar - Köpenhamn
- 1984 - Chess
- 1985 - Vild honung
- 1987 - Zick Zack
- 2001 - Back on track
- 2002 - Ingen annan
- 2005 - Decennier...Sånger från en annan tid
- 2006 - Andra decennier
- 2007 - Eye to Eye

### Kislemezek
- 1973 - Sally var en reko brud
- 1973 - Hooked on a feeling
- 1973 - Never my love
- 1973 - Silly Milly
- 1975 - Michaelangelo
- 1976 - Firefly
- 1977 - Lady
- 1977 - Tarantula
- 1978 - Del blir alltid värre framåt natten
- 1978 - Rococo rendez-vous
- 1981 - Fångad i en dröm
- 1985 - Vild och vacker
- 1991 - Om igen
- 2010 - When You Tell The World You're Mine (Agnes Carlsson-nal)

### Válogatások
- 1972 - Björns ballader
- 1978 - Björns bästa
- 1989 - Collection
- 1990 - Björn Skifs
- 1991 - Songs for you
- 1997 - Björn Skifs 50/50
- 2004 - Skifs Hits!